# Vivien S. Crea

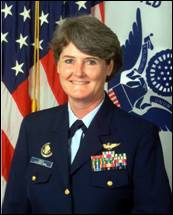
VADM Vivien Crea, USCG

Kommandoflagge des Vice Commandant der amerikanischen Küstenwache

Vice Admiral Vivien S. Crea (* 1952) ist eine ehemalige Flaggoffizierin der United States Coast Guard. Sie diente als Vice Commander of the Coast Guard unter Admiral Thad W. Allen.
Crea bekleidete damit das zweithöchste Amt dieser Teilstreitkraft und war die erste Frau in dieser Position in der Geschichte der amerikanischen Küstenwache. Ihre Position wurde 2009 von Vizeadmiral David Pekoske übernommen.
Crea flog bei der Küstenwache zunächst die Muster Lockheed C-130 Hercules turboprop, HH-65 Dolphin und Grumman Gulfstream II. Sie war Leiterin (Chief Information Officer) der Abteilung für Information und Technologie und leitete das Forschungsprogramm (Research and Development program). Vor ihrer Ernennung zum Vice Commandant führte sie ab 16. Juli 2004 die Coast Guard Atlantic Area mit fünf Distrikten und 63.000 Mitarbeitern und war zugleich Commander, U.S. Maritime Defense Zone Atlantic (Kommandierender Admiral für die atlantische Verteidigungszone).
Crea erhielt unter anderem folgende Auszeichnungen: die Defense Superior Service Medal, den Legion of Merit (vierfach) und die Meritorious Service Medal. Sie studierte unter anderem am Massachusetts Institute of Technology, an der Central Michigan University und an der University of Texas.